# Ta Kung Pao

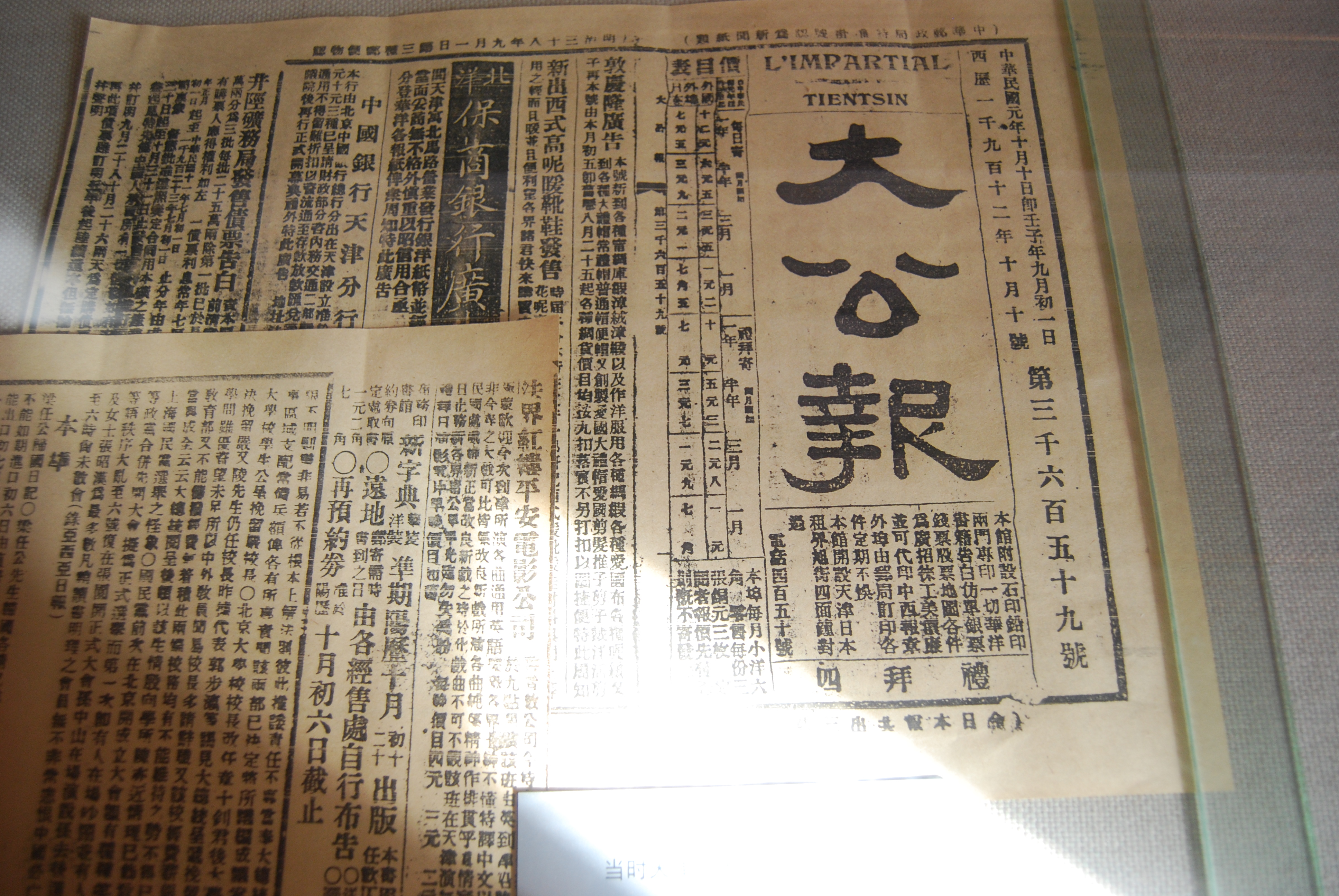
Exemplaire de l'époque de la République de Chine

Le Ta Kung Pao (chinois mandarin simplifié : 大公报; chinois mandarin traditionnel: 大公報; pinyin: Dàgōng Bào; Jyutping: daai6 gung1 bou3; autrefois L'Impartial en langues latine (ben oui), est un journal fondé en 1902 dans la ville de Tianjin sous la dynastie Qing. Contrôlé par le Bureau de liaison de Hong Kong. En 2016, il fusionne avec le journal chinois Wen Wei Po.
Plus vieux journal en activité de la Chine, il a traversé le XXe siècle et ses régimes. Il est aujourd'hui considéré comme un journal de propagande pro pékin,.

## Historique

### Origines
Dans les dernières années de la dynastie Qing, Ying Lianzhi, un aristocrate catholique mandchou, fonda le journal à Tianjin le 17 juin 1902, afin « d'aider la Chine à devenir une nation moderne et démocratique ». Le journal a alors présenté le slogan « Quatre non » (四不主義) dans ses premières années, s'engageant à dire « Non » à tous les partis politiques, gouvernements, sociétés commerciales et personnes.
A l'époque, le journal est connu pour critiquer ouvertement l'impératrice douairière Cixi et les dirigeants réactionnaires. Il agit dans la promotion des réformes démocratiques et est pionnier dans l'utilisation du chinois vernaculaire écrit (baihua). S'effondrant après la révolution Xinhai en 1911, l'homme d'affaire chinois Wang Zhilong le rachète en 1916. Néanmoins, le journal cesse ses activités en 1925 en raison du manque de lectorat. Le 1er septembre 1926, cependant, Wu Dingchang, Hu Zhengzhi, Zhang Jiluan rétablirent le journal à Tianjin. Déclarant n'avoir : « aucune affiliation à un parti, aucun soutien politique, aucune auto-promotion, aucune ignorance » (不黨, 不賣, 不私, 不盲) comme devise, sa popularité augmente de nouveau grâce à ses commentaires politiques acerbes. Le journal se distingue par ses attaques politiques, en particulier envers les Japonais au début de la Seconde Guerre sino-japonaise.

### Réapparition
Alors que la guerre sino-japonaise faisait rage, le personnel du journal fui vers d'autres villes, comme Shanghai, Hankou, Chongqing, Guilin et Hong Kong, pour continuer à publier. Cette fuite ne parvient pas à maintenir les publications. Après la victoire de la guerre, Wong Wan San, le rédacteur en chef, rétablit l'édition de Shanghai le 1er novembre 1945, dans le format et le style de l'ancienne édition de Shanghai. Ils avaient également prévu de publier des éditions pour d'autres villes, dont Guangzhou, mais la guerre civile chinoise a forcé l'abandon de cette proposition. Devant la guerre civile qui reprend, Ta Kung Pao soutient le Kuomintang dans un premier temps, puis, il transfère ses sympathies vers le Parti communiste chinois après la répression des intellectuels, l'hyperinflation et les purges violentes des opposants politiques.
En mars 1948, l'édition de Hong Kong fut rétablie. Journal majeur pendant les années républicaines, il a continué à être influent après sa réédition par Fei Yi Ming, l'éditeur ultérieur à Hong Kong après 1949, comme l'un des rares journaux à avoir survécu à l'invasion étrangère et à la guerre civile. En avril 1952, les autorités coloniales de Hong Kong jugent le propriétaire, l'éditeur et le rédacteur en chef du journal pour violation de l'ordonnance sur la sédition. Ta Kung Pao, ainsi que le New Evening Post et Wen Wei Po, sont accusés d'incitation au soulèvement. En conséquence, les dirigeants de Ta Kung Pao ont été condamnés à une amende, emprisonnés et condamnés à cesser leurs activités pendant six mois.
Le Premier ministre chinois Zhou Enlai a ensuite publié une déclaration exigeant que Hong Kong mette fin aux poursuites. Le gouvernement britannique a demandé quelques jours plus tard aux autorités de Hong Kong d'annuler la condamnation prononcée. Le journal a été autorisé à publier à nouveau après 12 jours de suspension.

### Période actuelle[pasclair]
En janvier 2019, Ta Kung Pao a publié un article affirmant qu'un « envoyé secret » du président Tsai Ing-wen avait rencontré trois militants du camp localiste de Hong Kong du groupe indépendantiste Studentlocalism. Cependant, « l'envoyé secret » était en réalité Su Yong-yao, un journaliste politique principal du Liberty Times, un journal taïwanais. L'article a à son tour été critiqué par le bureau présidentiel taïwanais comme étant « ridicule » et « une fake news».
Lors des manifestations de 2019-2020 à Hong Kong, Ta Kung Pao a publié des théories du complot antisémites sur George Soros, présentant Soros comme un reptile en collusion avec Jimmy Lai. En 2020, Ta Kung Pao a fréquemment attaqué des juges perçus comme se rangeant du côté des manifestants pro-démocratie, ce qui a amené le juge en chef Geoffrey Ma à lancer un plaidoyer de 18 pages contre les attaques contre les juges et le système judiciaire. En novembre 2020, l'Association du Barreau de Hong Kong (HKBA) a publié une lettre adressée à la secrétaire à la justice Teresa Cheng, accusant Ta Kung Pao d'avoir publié de faux documents affirmant que le juge Anderson Chow soutenait des activités criminelles. La HKBA a demandé à Teresa Cheng de protéger les juges de la ville contre de fausses accusations.
En mai 2023, le journal a attaqué l'ONG de logement et d'urbanisme Liber Research Community, affirmant que l'ONG « sortait les choses de leur contexte avec des preuves sans fondement ».
En 2024, le journal s'est associé au Heilongjiang Daily Newspaper Group pour créer le Centre de communication international du Heilongjiang.

## Organisation
Le journal appartient à l'État et est contrôlé par le Bureau de liaison du gouvernement central de Hong Kong. Le siège social de Ta Kung Pao est situé sur l'île de Hong Kong, avec des bureaux en Chine continentale, comme à Pékin, Shanghai, Tianjin, en Mongolie intérieure et Guangzhou.
Le siège social du journal pour l'Asie-Pacifique se trouve au Hing Wai Center (興偉中心) à Hong Kong. Son siège social en Chine se trouve dans le district de Chaoyang, à Pékin. Auparavant, le siège social se trouvait à Kodak House Phase 2 (柯達大廈二期) à Hong Kong.